# Seppômen

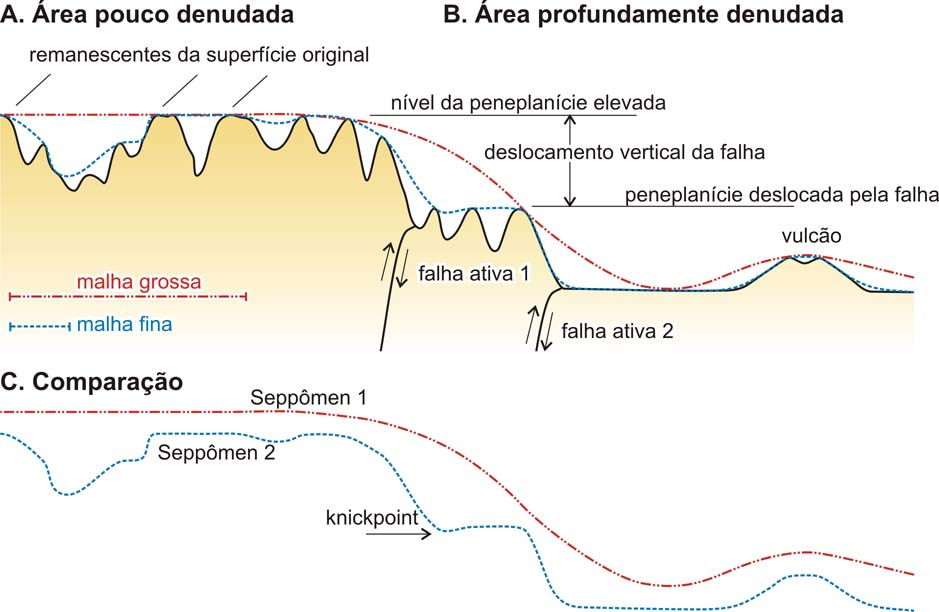
Conceito de seppômen

O mapa de seppômen é um método para reconstituir virtualmente a paleo-geomorfologia aproximada a partir do mapa topográfico. Este termo é originado do idioma japonês significando o plano com o contato com pontos culminantes. Há tradução em inglês summit level map, porém pouco divulgada. O método é eficiente para reprodução de peneplanície elevada e edifício vulcânico erodido e, portanto vêm sendo utilizado principalmente por geógrafos e geólogos do Japão para pesquisas de origem de relevos de regiões sob influência de movimentos verticais de falha ativa, vulcão e caldeira vulcânica (e.g. Nakayama & Kumamoto, 2002; Sato & Raim, 2004). Essa técnica foi introduzida ao Brasil por Motoki (1988) e Motoki et al. (1988).

## Método de confecção
A reconstituição da paleo-geomorfologia é feita por meio de preenchimento de vales conforme seguintes etapas: 1) dividir do mapa topográfico em pequenas áreas quadradas por uma malha; 2) marcar o ponto mais alto de cada área quadrada; 3) elaborar novo mapa topográfico utilizando-se somente os pontos culminantes de cada área. Atualmente, a tarefa é executado por meio de software gráfico que elabora curvas de nível, tal como SurferTM.

## Intervalo da malha
O mapa de seppômen com base em uma malha fina realiza preenchimento seletivo de drenagens pequenas, simulando paleo-geomorfologia do relativamente recém-passado. O mapa de seppômen com base em uma malha grossa simula a paleo-geomorfologia do passado remoto, porém de forma ambígua. 
Como por exemplo, na ilustração o seppômen 1, de malha grossa, reproduz bem a peneplanície elevada, preenchendo todas as drenagens. Entretanto, não consegue detectar o movimento da falha ativa 1. Por outro lado, o seppômen 2, na malha fina, determina a falha 1 e knickpoint, porém não consegue preencher drenagens grandes. Desta forma, o intervalo da malha deve ser escolhido adequadamente conforme o objetivo de cada pesquisa. A malha comumente utilizada é de 1 a 2 km de intervalo.

## Aplicação aos estudos geológicos
O mapa de seppômen de uma região de baixo efeito de erosão, com preservação parcial da morfologia original, apresenta uma morfologia similar daquela antes da erosão. Porém, no caso de uma região com profunda erosão, sem preservação da morfologia original, o mapa de seppômen fornece outras informações. Na região com as características geológicas homogêneas, o seppômen apresenta uma morfologia regular, sem anomalia notável. Porém, quando ocorre diferença de rochas constituintes, movimento vertical de falha geológica, vulcão ou cratera de meteorito, observa-se anomalia no seppômen. Desta forma, este método é eficiente para determinar certos fatores geológicos a partir de mapa topográfico.

## Ver mais
Seppômen-zu de miru katsute no Rokko Sanchi (Morfologia do passado do Monte Rokko reconstituído por mapa de seppômen).  Acesso: 31 de dezembro de 2006.(em japonês)
Seppômen-zu to Suikê-zu (Mapa de seppômen e análise de drenagens).  Acesso: 31 de dezembro de 2006.(em japonês)
Seppômen-zu to sekkokumen-zu. GIS Institute, Tokyo, Japan. . Acesso: 31 de dezembro de 2006. (em japonês)